# Лук густой
Лук густой (лат. Allium condensatum) — многолетнее травянистое растение, вид рода Лук (Allium) семейства Луковые (Alliaceae).

## Распространение и экология
В природе ареал вида охватывает Восточную Сибирь, Дальний Восток России, Монголию, Китай и Корею.
Произрастает на галечных скоплениях и скалах.

## Ботаническое описание
Луковицы цилиндро-конические, диаметром 1—2 см, с бурыми, часто блестящими, тонко кожистыми, цельными оболочками, по 1—(2) прикреплены к короткому корневищу. Стебель высотой 30—80 см, при основании или на четверть одетый гладкими влагалищами листьев.
Листья в числе 4—7, полуцилиндрическне, желобчатые, дудчатые, шириной 1—2,5 мм, гладкие, короче стебля.
Чехол остающийся, приблизительно равный зонтику, с носиком иногда равным основанию чехла. Зонтик шаровидный, или почти шаровидный, густой, многоцветковый. Листочки яйцевидно-колокольчатого околоцветника бледно-жёлтые с зеленоватой жилкой, длиной 4—5 мм, яйцевидные, туповатые, наружные немного короче внутренних. Нити тычинок в полтора раза длиннее околоцветника, при самом основании между собой и с околоцветником сросшиеся, цельные, шиловидные, равные. Столбик выдается из околоцветника.
Коробочка немногим короче околоцветника.

## Таксономия
Вид Лук густой входит в род Лук (Allium) семейства Луковые (Alliaceae) порядка Спаржецветные (Asparagales).
|  |                                      |  |                                                             |                                                             |                   |  | ещё 24 семейства (согласно Системе APG II) | ещё 24 семейства (согласно Системе APG II) |                     |  |  |  | ещё более 870 видов |
|  |                                      |  |                                                             |                                                             |                   |  | ещё 24 семейства (согласно Системе APG II) | ещё 24 семейства (согласно Системе APG II) |                     |  |  |  | ещё более 870 видов |
|  |                                      |  |                                                             | порядок Спаржецветные                                       |                   |  |                                            |                                            | род Лук             |  |  |  |                     |
|  |                                      |  |                                                             | порядок Спаржецветные                                       |                   |  |                                            |                                            | род Лук             |  |  |  |                     |
|  | отдел Цветковые, или Покрытосеменные |  |                                                             |                                                             | семейство Луковые |  |                                            |                                            | вид Лук густой      |  |  |  |                     |
|  | отдел Цветковые, или Покрытосеменные |  |                                                             |                                                             | семейство Луковые |  |                                            |                                            |                     |  |  |  |                     |
|  |                                      |  | ещё 44 порядка цветковых растений (согласно Системе APG II) | ещё 44 порядка цветковых растений (согласно Системе APG II) |                   |  |                                            | ещё около 300 родов                        | ещё около 300 родов |  |  |  |                     |
|  |                                      |  |                                                             | ещё 44 порядка цветковых растений (согласно Системе APG II) |                   |  |                                            |                                            | ещё около 300 родов |  |  |  |                     |